# Ibrahima Keita
Pour les articles homonymes, voir Keita.
Ibrahima Keita, né le 8 novembre 2001 à Bamako, est un footballeur international mauritanien qui évolue au poste d'arrière droit à l'Espérance sportive de Tunis .

## Biographie

### Carrière en club
Né à Bamako au Mali, Ibrahima Keita est formé par l'académie de Jean-Marc Guillou puis le Guidars FC, où il commence sa carrière professionnelle en championnat du Mali,,.
Passé ensuite par le FC Deuz de Nouakchott en championnat de Mauritanie, il rejoint en 2021 le FC 93 Bobigny en National 2,.
Brièvement passé par le FC Nouadhibou après son départ de France, il est transféré en juillet 2023 au TP Mazembe, club qui évolue en championnat du Congo et Ligue africaine de football, également quintuple vainqueur de la Ligue des champions africaine,,.

### Carrière en sélection
En mars 2022, Keita est convoqué pour la première fois avec l'équipe senior de Mauritanie. Il honore sa première sélection le 26 mars 2022 lors d'un match amical contre le Mozambique. Titulaire, son équipe l'emporte 2-1.
En janvier 2024, il est sélectionné pour prendre part à la CAN 2023, organisée en Côte d'Ivoire,,,.
La Mauritanie s'illustre lors de cette édition de la coupe continentale, remportant son premier match et se qualifiant pour la première fois pour les 8e de finale de la compétition africaine, après avoir battu 1-0 et éliminé l'Algérie de Riyad Mahrez et Ismaël Bennacer,.

## Palmarès
- Supercoupe de Tunisie : 2025